# Kaagvere (Kanepi)
Kaagvere (Duits: Kagrimois) is een plaats in de Estlandse gemeente Kanepi, provincie Põlvamaa. De plaats heeft de status van dorp (Estisch: küla) en telt 70 inwoners (2021).
De plaats ligt tegen de grens met de provincie Valgamaa aan.

## Geschiedenis
Kaagvere werd in 1540 voor het eerst genoemd onder de naam Kaever. Het was een ‘semi-landgoed’ (Estisch: poolmõis), een landgoed dat deel uitmaakt van een groter landgoed, in dit geval Kooraste. In 1875 ging het landgoed Kaagvere geheel op in het landgoed Kooraste.
In 1977 kreeg Kaagvere, de nederzetting op het voormalige landgoed, officieel de status van dorp.